# ГЕС Lóngyángxiá
ГЕС Lóngyángxiá (龙羊峡水电站) — гідроелектростанція на півночі Китаю у провінції Цінхай. Знаходячись між ГЕС Yángqū (вище по течії) та ГЕС Ласіва, входить до складу каскаду на одній з найбільших річок світу Хуанхе. 
В межах проекту річку перекрили бетонною арково-гравітаційною греблею висотою 178 метрів, довжиною 396 метрів та шириною від 19 (по гребеню) до 80 (по основі) метрів. Вона утримує велике водосховище з площею поверхні 383 км2 та об’ємом 24,7 млрд м3 (корисний об’єм 19,4 млрд м3) та нормальним рівня поверхні на позначці 2600 метрів НРМ. 
Пригреблевий машинний зал обладнали чотирма турбінами типу Френсіс потужністю по 325,6 МВт, які використовують напір від 111 до 149 метрів (номінальний напір 122 метра) та забезпечують виробництво 5942 млн кВт-год електроенергії на рік.